# Цвиков
Цви́ков (чеш. Cvikov) — город на севере Чехии, в Либерецком крае.

## Краткая справка
Население — 4 426 человек по состоянию на 1 января 2012 года. Площадь города 45,04 квадратного километра, высота 357 м над уровнем моря. Почтовый индекс: 471 54.

## История
Первое поселение здесь существовало по обе стороны реки Боберски уже в XIII веке. В 1342 упоминается под названием Цвикая в составе папской десятины. В 1352 году появились первые письменные упоминания о цвиковской приходской церкви св. Елизаветы. В XIV веке здесь были развиты торговля и ремёсла.
В 1634 году город перенес пожар и почти весь сгорел. В 1680 году после эпидемии чумы произошло большое крестьянское восстание, в котором от окружающих 20 общин собрались около 1200 человек. В 1697 году на главной площади города была построена чумная колонна из песчаника, которая позже была перенесена в костёл. Новая часовня построена в 1847 году, в ней находятся статуи Девы Марии, Иоанна Богослова и Марии Магдалины. В XIX веке на площади было построено здание городской Ратуши.

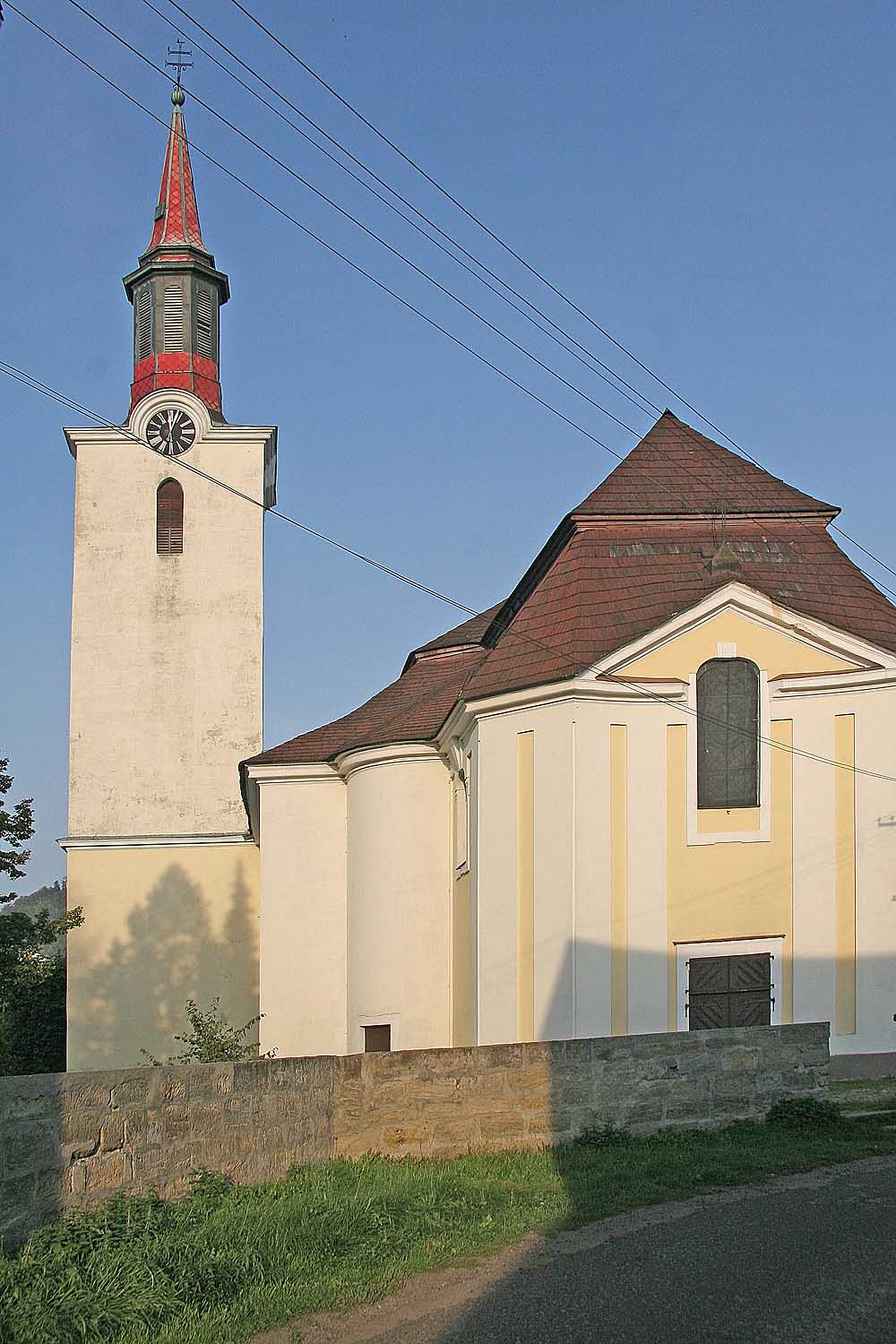
Костёл Святой Елизаветы в Цвикове

Во время Второй мировой войны на местной текстильной фабрике производились ткани для парашютов. Рядом с городом действовали группы Движения сопротивления.

## Население
| Год  | Численность | Численность |
| ---- | ----------- | ----------- |
| 1869 | 8271        | [ 4 ]       |
| 1880 | 8500        | [ 4 ]       |
| 1890 | 8788        | [ 4 ]       |
| 1900 | 9067        | [ 4 ]       |
| 1910 | 8530        | [ 4 ]       |
| 1921 | 7365        | [ 4 ]       |
| 1930 | 7477        | [ 4 ]       |
| 1950 | 4512        | [ 4 ]       |
| 1961 | 4177        | [ 4 ]       |
| 1970 | 4224        | [ 4 ]       |
| 1980 | 4518        | [ 4 ]       |
| 1991 | 4327        | [ 4 ]       |
| 2001 | 4449        | [ 4 ]       |
| 2014 | 4405        | [ 5 ]       |
| 2016 | 4427        | [ 6 ]       |
| 2017 | 4427        | [ 7 ]       |
| 2018 | 4475        | [ 8 ]       |
| 2019 | 4484        | [ 9 ]       |
| 2020 | 4509        | [ 10 ]      |
| 2021 | 4503        | [ 11 ]      |
| 2022 | 4479        | [ 12 ]      |
| 2023 | 4577        | [ 13 ]      |
| 2024 | 4558        | [ 2 ]       |